# Virson
Virson é uma comuna francesa na região administrativa da Nova Aquitânia, no departamento de Charente-Maritime. Estende-se por uma área de 9,92 km². Em 2010 a comuna tinha 772 habitantes (densidade: 77,8 hab./km²).